# Brigitte Lahaie
Brigade Van Meerhaegue (Tourcoing, França, 12 d'octubre de 1955), coneguda artísticament com a Brigitte Lahaie, ha estat, probablement, l'actriu pionera del cinema pornogràfic francès de la dècada del 1970 i la representant femenina més rellevant d'aquest gènere. És membre del XRCO Hall of Fame.
A començaments dels vuitanta es va retirar del cinema per adults, amb l'objectiu de provar sort en el cinema comercial convencional, però no va tenir èxit i no va passar de pel·lícules de sèrie B, on seguia explotant el seu vessant eròtic. Tanmateix en el mitjà radiofònic va tenir més èxit, participant com a conductora de diversos programes eròtics, especialment a la RTL. També ha presentat programes en canals de televisió per cable i ha editat un llibre amb el títol de Moi, la scandaleuse en el qual recull les seves vivències de l'etapa en què treballà com a actriu de cinema X.

## Filmografia

### Pel·lícules «clàssiques»
- 1978: Les Raisins de la mort de Jean Rollin: la femme blonde
- 1979: Fascination de Jean Rollin: Eva
- 1979: I... comme Icare de Henri Verneuil: Ursula Hoffman
- 1979: New generation de Jean-Pierre Lowt-Legoff :
- 1979: Le Chouchou de l'asile ou Comment se faire virer de l'hosto de Georges Cachoux: l'infirmière en chef
- 1979: Les Joyeuses Colonies de vacances de Michel Gérard: la infermera en cap
- 1980: Le Coup du parapluie de Gérard Oury (non surt als crèdits)
- 1980: Diva de Jean-Jacques Beineix :
- 1980: La Nuit des traquées de Jean Rollin: Elysabeth
- 1981: Les Paumées du petit matin de Jean Rollin :
- 1981: Si ma gueule vous plaît... de Michel Caputo: la strip-teaseuse
- 1981: Les Bidasses aux grandes manœuvres de Raphaël Delpard
- 1981: Te marre pas ... c'est pour rire ! de Jacques Besnard: Sandra
- 1981: Pour la peau d'un flic de Alain Delon: l'infirmière
- 1982: Le Bourgeois gentilhomme de Roger Coggio :
- 1982: Nestor Burma, détective de choc de Jean-Luc Miesch: une fille à la fête
- 1982: N'oublie pas ton père au vestiaire de Richard Balducci: la mère du garnement
- 1983: Le Voleur de feuilles de Pierre Trabaud
- 1985: Brigade des mœurs de Max Pécas :
- 1986: Suivez mon regard de Jean Curtelin: la femme délaissée
- 1986: Le Couteau sous la gorge de Claude Mulot: Valérie Landis
- 1986: L'Exécutrice de Michel Caputo: Martine
- 1987: On se calme et on boit frais à Saint-Tropez de Max Pécas: Alexandra
- 1987: Thérèse II la mission de Guillaume Perrote: Thérèse (court métrage)
- 1988: Dark Mission, les fleurs du mal de Jess Franco: Mauira
- 1988: Les Prédateurs de la nuit de Jess Franco: Nathalie
- 1989: Les Volets bleus de Haydée Caillot :
- 1990: Henry and June de Philip Kaufman: la prostituta
- 1993: Illusions fatales, court métrage de Patrick Malakian
- 1995: Electric Blue: Fanny
- 1997: Les Deux Orphelines vampires de Jean Rollin: la femme au fouet
- 1999: Les fourches caudines de Michael Donio: (court métrage)
- 2000: La Dame pipi de Jacques Richard :
- 2002: La Fiancée de Dracula de Jean Rollin: la Louve
- 2005: Calvaire de Fabrice Du Welz: Mademoiselle Vicky
- 2007: La Nuit des horloges de Jean Rollin (Imatges extretes de Fascination)
- 2009: Quelque chose à te dire de Cécile Telerman: elle-même (voix)
- 2013:  Le Bonheur de Fabrice Grange: Médecin d'Alice

### Pel·lícules pornogràfiques i eròtiques
- 1977: Je suis une belle salope de Gérard Vernier (Gérard Thum)
- 1977: Jouir jusqu'au délire de Gérard Vernier
- 1977: La Face cachée d'Hitler de Richard Balducci
- 1977: Vibrations sexuelles de Jean Rollin (Michel Gentil)
- 1977: Suprêmes jouissances ou Belles d'un soir de Claude Mulot (Frédéric Lansac)
- 1977: Couples en chaleur de Jean Luret (Sam Corey)
- 1977: Chaleurs intimes ou Bourgeoise et pute ou A cœur ouvert de Claude Pierson (Andrée Marchand) (non surt als crèdits)
- 1977: Les Plaisirs fous de Jean Desvilles (Georges Fleury)
- 1977: Sarabande porno de Claude Bernard-Aubert (Burd Trandbaree)
- 1977: Parties fines o Indécences 1930 de Gérard Kikoïne
- 1977: Entrecuisses/Possessions de Pierre B. Reinhard
- 1977: Cathy, fille soumise de Robert Renzulli (Bob W. Sanders)
- 1977: Arrête, tu me déchires de Henri Sala (Ken Warren)
- 1978: C'est la fête à mon cul de Henri Sala (Ken Warren)
- 1978: La Clinique des fantasmes de Gérard Kikoïne
- 1978: Étreintes de René Mazin (Maxi Micky)
- 1978: Viol, la grande peur de Pierre Chevalier
- 1978: Porno roulette
- 1978: Rentre c'est bon de Maxime Debest (Maxi Micky): la cousine
- 1978: Bordel SS de José Bénazéraf
- 1978: Coulées d'amour de Maxime Debest
- 1978: Caresses infernales de Jean Lefait
- 1978: Le Bijou d'amour de Patrice Rhomm
- 1978: Call Girls de luxe de Gérard Kikoïne
- 1978: La Rabatteuse de Claude Bernard-Aubert (Burd Trandbaree)
- 1978: Inonde mon ventre de Jean Lefait et Maxime Debest (Maxi Micky)
- 1978: Touchez pas au zizi de Patrice Rhomm
- 1978: Je suis à prendre de Francis Leroi
- 1978: Les Grandes Jouisseuses de Claude Bernard-Aubert (Burd Trandbaree)
- 1978: Bouches expertes de Claude Pierson (Paul Martin)
- 1978: Cuisses infernales de Claude Bernard-Aubert (Burd Trandbaree)
- 1978: Chaude et perverse Emilia de Lazlo Renato
- 1978: La Mouillette de Jean Luret (Sam Corey)
- 1978: Excès pornographiques ou Perversion d'une jeune mariée de Claude Bernard-Aubert (Burd Trandbaree)
- 1978: Festival érotique ou J'aime les grosses légumes d'Alain Deruelle
- 1978: Ondées brûlantes de Bernard Lapeyre et Jacques Orth
- 1978: Langues cochonnes de Claude Pierson (Paul Martin)
- 1978: Tout pour jouir de Gérard Kikoïne
- 1978: Prends-moi de force de Jean-Marie Pallardy
- 1978: Blondes humides de Claude Pierson (Paul Martin)
- 1979: L'Histoire des 3 petits cochons de Robert Perrin
- 1979: Couple cherche esclave sexuel de Jean-Claude Roy (Patrick Aubin)
- 1979: Je brûle de partout de Jess Franco (Clifford Brown)
- 1979: Estivantes pour homme seul de Robert Renzulli (Bob W. Sanders)
- 1979: Anna cuisses entrouvertes de José Bénazéraf
- 1979: Une femme spéciale de Jean-Marie Pallardy
- 1979: Parties chaudes ou Les Délices de l'adultère de Claude Bernard-Aubert (Burd Trandbaree)
- 1979: Auto-stoppeuses en chaleur de Claude Bernard-Aubert (Burd Trandbaree)
- 1979: Soumission (ou Clarisse) de Claude Bernard-Aubert (Burd Trandbaree)
- 1979: La Grande Mouille ou Parties de chasse en Sologne de Claude Bernard-Aubert (Burd Trandbaree)
- 1979: Pénétrez-moi par le petit trou de Gérard Vernier
- 1979: Cette malicieuse Martine ou Secrétaires sans culottes de Michael Goritschnig et Pablo Juan Torena
- 1979: Six suédoises au collège (Sechs Schwedinnen im Pensionat) de Erwin C. Dietrich (Michael Thomas): Greta (softcore)
- 1979: Photos scandales de Jean-Claude Roy (Patrick Aubin): (softcore)
- 1980: Secrets d'adolescentes de Gérard Loubeau et Roberto Girometti (Bob Ghisais)
- 1980: Hurlements d'extase de José Bénazéraf
- 1980: Le Retour des veuves de Claude Bernard-Aubert (Burd Trandbaree)
- 1980: Le Journal érotique d'une Thailandaise de Jean-Marie Pallardy: Claudine
- 1980: Les Petites garces de Gérard Loubeau (Julio Tejoli): une partouzeuse
- 1980: Maîtresse pour couple de Jean-Claude Roy (Patrick Aubin)
- 1980: Les Soirées d'un couple voyeur ou Les Enfilées de Jean-Claude Roy (Patrick Aubin)
- 1980: Pénétrations méditerranéennes de Jean-Marie Pallardy: Brigitte
- 1980: Les Petites Écolières de Claude Mulot (Frédéric Lansac)
- 1980: Les Bourgeoises de l'amour (Die Nichten der Frau Oberst) de Erwin C. Dietrich (Michael Thomas): Julia (softcore)
- 1980: Le corps et le fouet (Gefangene Frauen) de Erwin C. Dietrich (Michael Thomas): Rita (softcore)
- 1980: Filles sans voile (Sechs Schwedinnen von der Tankstelle) de Erwin C. Dietrich (Michael Thomas): Greta (softcore)
- 1981: Body-body à Bangkok de Jean-Marie Pallardy
- 1981: Les Deux gamines d'Alain Nauroy et Claude Pierson (Carolyn Joyce)
- 1981: Parties très spéciales de Gérard Kikoïne
- 1981: Enquêtes ou Call Girls de Luxe de Gérard Kikoïne
- 1981: Innocence impudique de Jean-Claude Roy (Patrick Aubin) (images d'archives)
- 1982: Hot action de Gérard Kikoïne
- 1982: Professione p... attrice de Roberto Girometti (images d'archives)
- 1982: De bouche à bouche de Jean Luret (documentaire, images d'archives)
- 1982: Julchen und Jettchen, die verliebten Apothekerstöchter de Erwin C. Dietrich (Michael Thomas): Jenny (softcore)
- 1982: Paul Raymond's Erotica de Brian Smedley-Aston: Brigitte (softcore)
- 1982: Electric Blue 5: Fanny (softcore)
- 1983: Baisers exotiques de Jean Luret: Elizabeth (softcore)
- 1983: Éducation anglaise de Jean-Claude Roy (softcore)
- 1984: La France interdite de Gilles Delannoy, Jean-Pierre Garnier et Jean-Pierre Imbrohoris (documentaire, softcore)
- 1985: Joy et Joan de Jacques Saurel: Joy (softcore)
- 1987: Le Diable rose de Pierre B. Reinhard: Naska/Lolita (softcore)

### Vídeos
- 1987: L'anthologie du plaisir d'Alain Payet (John, Love) (compilation)
- 1989: Only The Best From Europe (compilation)
- 1995: Electric Blue: Sex Model File #4 de Vic Marchant (softcore)

### Televisió
- 1981: Antoine et Julie de Gabriel Axel: (comme Brigitte Simonin)
- 1982: Les brigades vertes de Gilles Grangier
- 1983: Le Lavabo, minisèrie de Patrick Bouchitey
- 1983: Au théâtre ce soir: Je leur laisserai un mot de Roger Saltel, posada en escena Max Fournel, direcció Pierre Sabbagh, Théâtre Marigny: L'operadora
- 1987: Cinéma 16, episodi Johnny Monroe: La prostituée
- 198]: Le triplé gagnant, episodi Le Dernier rendez-vous du président

### Documentals
- 1999: Eurotika !: Vampires and Virgins: The Films of Jean Rollin: ella mateixa

## Llibres
- Brigitte Lahaie: Moi, la scandaleuse (Filipacchi/J'ai Lu, France 1987) (autobiografía) ISBN 2-277-22362-X
- Brigitte Lahaie: Le zodiaque érotique (Ergo Press, France 1989). ISBN 2-7395-0026-2
- Brigitte Lahaie: La femme modèle (J'ai Lu, France 1990) (novel) ISBN 2-277-23102-9
- Brigitte Lahaie: Les sens de la vie (Michel Lafon/J'ai Lu, France 1994) (novel) ISBN 2-277-23916-X
- Brigitte Lahaie: La sexe défendu (Michel Lafon, France 1996) ISBN 2-84098-169-6